# Romeinse cultuur onder het koninkrijk
De Romeinse cultuur onder het koninkrijk zou de basis vormen van de Romeinse cultuur die zou verspreid worden doorheen het Imperium Romanum vanaf de Late Republiek.

## Maatschappij

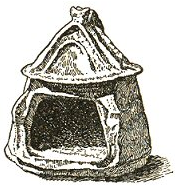
Een hutvormige urne.

Rome bestond oorspronkelijk uit verscheidene kleine nederzettingen, gelegen op de Palatijn, Capitolijn en Quirinaal. Deze nederzettingen zouden zich tot een synoikismos (Oud-Grieks: συνοικισμός < συν [met; samen] + οἰκος [huis; gemeenschap]) omvormen, waaruit de stad Roma ontstond.
Het is onzeker of al deze nederzettingen van Latijnse oorsprong waren. Er is vaak gesuggereerd - onder andere aan de hand van de religie - dat de Quirinaal bewoond werd door Sabijnen.
Aan de hand van urnen die gevonden zijn op de Palatijn kunnen we ons een beeld vormen van hoe de hutten er moeten hebben uitgezien.
De kern van de pre-urbane Romeinse maatschappij zou de familia zijn.
Verscheidene familiae vormden een gens, die gebaseerd was op banden met een gemeenschappelijke voorvader (reëel of fictief). De gens regelde de onderlinge relaties tussen de familiae van de gens. Tot slot waren deze gentes opgenomen in drie tribus, die onder leiding stonden van een tribunus. Deze drie tribus waren: de Ramnes, verbonden aan de Palatijn, de Tities verbonden aan de Esquilijn en de Luceres verbonden aan de Coelius. Elke tribus werd ingedeeld in tien curiae. Elk van deze curia stonden onder leiding van een curio.

### Leger
Toen er in Rome nog koningen heersten, stelde een van hen - zo gaat de legende - Servius Tullius genaamd de comitia centuriata in die de basis zou vormen van het Romeinse leger. Dit leger had waarschijnlijk veel weg van het Oud-Griekse leger en de soldaten waren vermoedelijk als hoplieten bewapend. Het zou tot de hervormingen van Gaius Marius (ca. 100 v.Chr.) duren voordat het Romeinse volk een staand leger kreeg. Tot dan toe trokken de Romeinse mannen bij het begin van de maand maart (lange tijd de eerste maand van het Romeinse jaar en de maand gewijd aan Mars) ten strijde. Voordat een leger op veldtocht vertrok werd het ritueel gezuiverd door een lustratio exercitus.

### Eten
In deze tijd bestond de cena (avondmaal) in wezen uit de puls of pulmentum, een dikke brij uit spelt- of bonenmeel. Waarschijnlijk aten de welgestelden bij hun puls eieren, kaas en honing, maar zelden of nooit vlees of vis.

## Politiek
Rome werd bestuurd door een rex, die gekozen werd door de curia, d.i. de vergadering van weerbare mannen van Rome. Deze bekleden de rex met het imperium (de hoogste militair én civiele macht). De ambtswoning van de rex was de regia, die aan het Forum Romanum lag dat het (politieke) hart van Rome was. De rex werd in zijn regeringstaken bijgestaan door een raad van afgevaardigden uit de tribus (stammen) van Rome: de senatus.
Onder de Etruskische heerschappij zou deze instelling worden gewijzigd. De rex werd als het ware een Etruskische lucumo (cf. prins; condotieri). Waar de Romeinse rex verantwoording moest afleggen aan het Romeinse volk, bezat een Etruskische lucumo absolute macht. De macht van de adel in de senatus werd hierdoor ingeperkt, wat moest leiden tot conflict.

## Economie
Daar de Rome in die tijd slechts een onbetekenende Italische polis was, was haar economie nog grotendeels agrarisch. Toch werd er al handel gedreven via de Tiber.

## Technologie
De belangrijkste technologische innovatie te Rome was waarschijnlijk de aanleg van de Cloaca Maxima onder de Etruskische koning Lucius Tarquinius Priscus (6e eeuw v.Chr.). Hierdoor werd onder andere de plaats waar het Forum Romanum zou komen, droog gelegd.

## Wetenschap
Wetenschap zoals wij die kennen, is niet gekend uit deze periode, maar wél de "wetenschap" van de augures.

## Godsdienst
was gewijd aan Iuppiter en de twee andere leden van de Capitolijnse godentrias, Iuno en Minerva. De Romeinse godsdienst was in deze tijd nog een zuiver aniconisch polytheïsme. In deze tijd zouden de Sacerdotes Vestales zijn ingesteld door koning Numa Pompilius. De rex zelf had ook een belangrijke religieuze bevoegdheid.
De Etruskische koning Tarquinius Superbus zou aan het eind van de Koningstijd de Indo-Europese godentrias, Iuppiter, Mars en Quirinius, vervangen door de Capitolijnse godentrias, Iuppiter, Iuno en Minerva. Hij zou ook beginnen met de bouw van de tempel van Iuppiter Optimus Maximus Capitolinus op de mons Capitolinus.

## Kunst
De Romeinse kunst was in deze periode nog redelijk primitief. Toch kenden men in deze periode architecturale hoogtepunten met de bouw van de tempel van Iuppiter Capitolinus Maximus en de aanleg van de Cloaca Maxima.

### Latijn

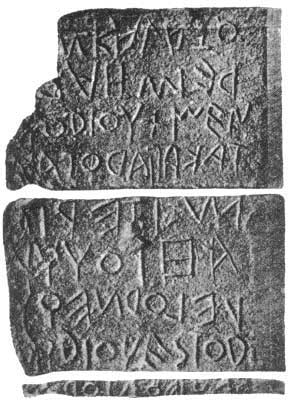
De Lapis Niger, waarschijnlijk het oudste Latijnse opschrift.

De oudste Latijnse tekst dateert misschien uit de 7e eeuw v.Chr.: enkele woorden ingegrift op een kledingspeld, de zogeheten Fibula van Praeneste, wiens authenticiteit echter door een groot aantal geleerden wordt betwist. De oudste onomstreden tekst vinden we dan op de Lapis Niger uit de 6e eeuw v.Chr. (zie afbeelding).
In deze vroegste periode werd Rome sterk beïnvloed door de Etrusken. Zij bewoonden een groot gebied ten noorden van Latium. De Romeinse religie en architectuur zijn bijvoorbeeld geheel geënt op Etruskische voorbeelden. Ook het Romeinse alfabet is gebaseerd op het Etruskische alfabet (dat op zijn beurt weer van het Griekse alfabet was afgeleid). De Etruskische taal heeft op het Latijn niet veel invloed gehad, op enkele leenwoorden na, waarvan persona (masker) het bekendste is: het woord waar ons woord persoon van afgeleid is.